# Comunização
Comunização refere-se principalmente a uma teoria comunista contemporânea que é uma «mistura de anarquismo insurrecionário, ultra-esquerda comunista, pós-autónomos, correntes anti-políticas, grupos como O Comité Invisível, assim como correntes mais explicitamente "comunizadoras", como  Théorie Communiste.Obviamente no coração da palavra está comunismo e, como a viragem para a comunização sugere, comunismo como como uma atividade e processo específico...»  é importante notar as grande diferenças em perceção e uso. Alguns grupos partem de um voluntarismo ativista (Tiqqun, Comité Invísivel), enquanto outros derivam a comunização como um resultado histórico e social emergindo a partir do desenvolvimento do capital nas últimas décadas (Endnotes, Théorie Communiste). Endnotes distingue-se totalmente da mistura de toda a espécie de singificados da palavra 'comunização e explicitiamente refere uma diferente receção no mundo anglófono em contraposição ao meio francês de onde emergiu como uma crítica: "é entã necessário fazer a distinção: a 'teoria da comunização' que agora se fala no mundo de língua inglesa é largamente uma entidade imaginária, um artefacto da receção anglófona de vários trabalhos independentes... Para nós comunização não significa um processo geral de "partilha" ou "tornar comum". Significa o desfazer revolucionário das relações de propriedade constitutivas da relação de classe capitalista".

### Grupos e publicações
- Publicações d'O Comité Invisível em francês e em português
- Endnotes
- Riff-Raff
- Sic: International journal for communisation
- Théorie Communiste
- Tiqqun em francês e traduções de alguns textos para português

### Outras ligações
- Appel em francês e em português
- "Bring Out Your Dead" por Endnotes.
- "After the Fall: Communiqués from Occupied California"
- To Our Friends pel'O Comité Invisível
- Communisation por Troploin
- Textos no Libcom sobre a comunização